# ジクロロヨードメタン
ジクロロヨードメタン(Dichloroiodomethane, DCIM)は、化学式CHCl2Iのトリハロメタンである。クロロホルム様の匂いを持つ、重く、不燃性で、透明で淡黄色の液体である。アセトン、ジエチルエーテル、エタノール、ベンゼン等の有機溶媒に可溶である。空気や光に接すると分解する。消毒処理された水道水から検出されており、汚染物質と見なされている。水中での半減期は、275年と推定されている。
ヨードホルム発見の2年後の1824年にw:Georges-Simon Serullasが発見した。

## 合成
多くの合成経路が知られている。クロロホルムとヨウ化ナトリウムまたはヨードエタンの反応でジクロロヨードメタンが生じる。より古い方法には、五塩化リンまたは塩化水銀(II)とともにヨードホルムを蒸留する方法もある。